# Donald Muldrow Griffith
Donald Muldrow Griffith, geboren in Chicago, Illinois, USA, ist ein US-amerikanischer Gründer mehrerer international aktiver künstlerischer Initiativen in Berlin, die er als Produzent, Publizist, Regisseur, Choreograf, Moderator und Kurator leitet. Seine politische und kulturelle Zielsetzung verfolgt einen soziokulturellen Transnationalismus mit Mitteln der Kunst, der Kultur, der Bildung und des Dialogs. Er lebt und arbeitet seit 1979 in Berlin.

## Leben und Werk

### USA
Donald Muldrow Griffith wurde als Sohn des Psychologen John W. Griffith und der klassischen Pianistin Edith Muldrow Griffith in Chicago geboren. Auch sein Vater war ein versierter Pianist. Die musikalische Aktivität seiner Eltern spielte unbewusst eine Rolle in Griffiths Hinwendung zur Darstellenden Kunst.
Zunächst besuchte er die Crane Tech High School in Chicago, Illinois, USA, und studierte Psychologie und Pädagogik an der Loyola University Chicago, Illinois, USA. Im Anschluss daran arbeitete Griffith einige Jahre als Gruppentherapeut, Grundschullehrer und Bewährungshelfer für jugendliche Straftäter. Parallel dazu studierte er Bildende Kunst, Schauspiel, Stimme und Ausdruck am Fine Arts Building Chicago und entdeckte seine Begabung für die darstellenden Künste. Er erhielt Stimmbildung bei Martha Larrimore und Schauspielunterricht bei Everett Clark. In weiteren Studios, wie dem Chicago Dance Center, erlernte er verschiedene Tanztechniken und Ballett unter anderem bei Edward Parish, Phyllis Sabold und Erik Bruhn. Schließlich gab er seinen ursprünglichen Beruf ganz auf.
Inspiriert durch die Autobiografie Sammy Davis Juniors, Yes, I Can!, und dessen Fernsehauftritte wollte Griffith, wie sein Vorbild, ein triple threat, ein Sänger, Schauspieler und Tänzer sein, und darüber hinaus die Regie führen.
In New York City setzte er die Ausbildung fort mit Modern Dance, Afrikanischem Tanz und Jazz Dance bei Fred Benjamin, Paul Sanasardo, der Alvin Ailey School, der Martha Graham School und dem Clark Center for the Performing Arts. Er übernahm Rollen in Musicals, Musical Revues und Theaterstücken, außerdem wirkte er an TV- und Filmproduktionen und Werbespots mit.
Griffith arbeitete als Tänzer und Schauspieler für die Katherine Dunham Dance Company, für die Oscar Brown Jr. Productions, für die er auch als Manager arbeitete, außerdem mit dem Phil Cohran & The Artistic Heritage Ensemble, den Phyllis Sabold Dancers, dem Rondo Dance Theatre und der Fred Benjamin Dance Company.
Neben seiner Theatertätigkeit inszenierte Griffith Modenschauen im Lincoln Center und Waldorf Astoria und anderen Veranstaltungsorten in New York City. Er moderierte Gewerbeschauen für Kunden wie Ford Motor Company, Metropolitan Life Insurance und andere Großunternehmen in den Vereinigten Staaten.
Hauptrollen in Broadway- und Off-Broadway-Musicals (Auswahl):
- 1969  Lyrics Of Sunshine And Shadow, Regie Oscar Brown Jr.: Der Dichter „Paul Laurence Dunbar“.
- 1970  Contributions: „Travis“ und „Eugene Love“, Tambellinis Gate Theater, Regie Moses Gunn. Für seine Darstellung wurde Griffith von den New York Drama Critics als „Most Promising New Off Broadway Actor“ nominiert.[3]
- 1978  Pippin, An Evening Dinner Theatre Elmsford, NY, Regie Terrell Nicholson[4]

weitere Rollen
- 1973  A Streetcar Named Desire, Vivian Beaumont Theater[5]

### Berlin
1979 wurde Griffith nach Berlin eingeladen, um in dem Musical Show Boat am Theater des Westens mitzuwirken. Seine Erfahrungen in Berlin verstärkten seinen Willen, sich als freier Künstler in eigenen Produktionen, die neben Tanz, Musik und Choreografie auch Film, Bildende Kunst, Literatur und Psychologie integrieren sollten, mit den gesellschaftskritischen Fragen auseinanderzusetzen, die ihn bewegten. Am Theater des Westens traf er unter den amerikanischen und deutschen Kolleginnen und Kollegen Gleichgesinnte. Griffith entschied sich, in Berlin zu bleiben und rief 1980 gemeinsam mit seiner späteren Ehefrau Gayle McKinney, mit Lynnda Curry, Ricky Powell und Detlef Bäcker das Fountainhead Tanz Théâtre ins Leben. Die Namensgebung wurde inspiriert durch ein Zitat Pontus Hulténs über das Centre Pompidou in Paris. Dieser bezeichnete darin Frankreich als „zu einem Urquell (engl.: Fountainhead) der Kreativität, einem Urquell der Kunst zurückkehrend“, nachdem viele von den Nationalsozialisten während des Zweiten Weltkriegs geraubte Kunstwerke an Frankreich zurückgegeben worden waren. Die Leitung der Dance Theatre Company übernahmen McKinney und Griffith. 1990 wurde der gemeinnützige Verein Cultural Zephyr e. V. als Träger der Aktivitäten des Fountainhead Tanz Théâtre gegründet.
Bereits 1980 waren die Mitglieder des Fountainhead Tanz Théâtre sowohl als Dance Theatre Company als auch als Dozenten in Berlin erfolgreich, in den Folgejahren auch in Westdeutschland und Europa. Eine positive Unterstützung fanden sie außerdem bei U.S.–Institutionen in Berlin, z. B. dem U.S. Cultural Center (Amerika Haus).
1985/86 organisierten Griffith und McKinney gemeinsam mit dem Literatur- und Filmwissenschaftler Ntongela Masilela (Südafrika / Polen / USA) ein Black Cultural Festival, das erste seiner Art in Europa. In Zusammenarbeit mit Prof. Dr. Abdul Alkalimat (USA), Uazuvara Ewald Katjivena (Namibia), Getinet Belay (Äthiopien) und dem Joliba Africa Center (Berlin) entwickelten sie ein umfangreiches Programm mit mehrheitlich schwarzen Künstlerinnen und Künstlern, Filmemacherinnen und Filmemachern sowie Intellektuellen aus Afrika, Amerika und Europa. Die Organisation des Filmteils wurde von Erika Gregor (Kino Arsenal, Berlin) unterstützt und Annette Koschmieder assistierte bei der Öffentlichkeitsarbeit.
Vom 3.–23. März 1986 wurde es in der Theatermanufaktur Berlin am Halleschen Ufer, im Arsenal, Freunde der Deutschen Kinemathek e. V. und in der HdK Berlin präsentiert. Es umfasste Tanz, Theater, Musical, Instrumentalmusik und Gesang, Film und Seminare. Gäste waren das Kalifi Dance Ensemble aus Ghana, die Jazzsängerin Özay begleitet von dem Pianisten Curtis Clark, Nii Ashitey Nsotse mit der Gruppe Nokoko Yé (Ghana), die Berliner Soulsängerin Queen Yahna und viele andere mehr. Im Zentrum stand die Hommage des Fountainhead Tanz Théâtre an den in Berlin lebenden und lehrenden Carnell Lyons, einem der weltbesten Stepptänzer, der auch selbst in der Show auftrat.
Die von Griffith moderierten Filmvorführungen zeigten zum ersten Mal „Arbeiten afroamerikanischer und schwarzafrikanischer Filmemacher im Vergleich“ (Zitat: Gerhard Schoenberner, Freunde der Deutschen Kinemathek e. V.). Sie wurden begleitet von Vorträgen und Diskussionen, an denen auch der Regisseur Haile Gerima (Äthiopien/USA), der Filmwissenschaftler Prof. Dr. Férid Boughedir (Tunesien/Frankreich) und der Mitarbeiter des African National Congress (ANC) Ben Mohlathe teilnahmen. Das Programm wurde in den folgenden Jahren zum Vorbild des Black International Cinema Berlin.
1992 folgten Gayle McKinney Griffith und Donald Muldrow Griffith dem Ruf an die Indiana University South Bend, USA, um dort als Professoren ein neues Studienangebot für Tanztheater nach dem Vorbild des Fountainhead Tanz Théâtre aufzubauen. Als Paar leiteten sie diesen Fachbereich bis 1995.
1995 entwickelte Griffith gemeinsam mit den Tänzern Mark Headley und Calvann Cole THE COLLEGIUM - Forum & Television Program Berlin, ein offenes Forum für interkulturelle Themen mit einem einstündigen Fernsehmagazin, das seitdem monatlich im Offenen Kanal Berlin (früher OKB, heute Alex) produziert und viermal in der Woche ausgestrahlt wird und auch in den Offenen Kanälen in Magdeburg, Wolfsburg und Dessau sowie bei Open Signal: Portland Community Media Center, USA, zu sehen ist.
Prof. Donald Muldrow Griffith wurde in den 2000er Jahren wiederholt zu internationalen Symposien eingeladen. So war er zum Beispiel während des Global African Diaspora Cinema Symposium in Salvador (Bahia), Brasilien (2002) und bei der Global Cinema and Urban Entertainment Conference in Los Angeles, USA (2003) Gast an Podiumsdiskussionen zu den Themen Distributionspolitik und Festivalplanung. Beide Male wurde er vom Cultural Affairs Department der Stadt Los Angeles und der African Marketplace Inc. eingeladen. 2008 war er an einem Seminar zum Thema Neue Technologien in Kunst und Kultur - Bewahrung und Präsentation im Rahmen der Tagung Culture in Conflict / Culture on the Move des Aspen Cultural Diplomacy Forums (USA) in Paris beteiligt. Während des ersten Creative Arts World Summit des Aspen Institutes (2011) im Royal Opera House Muscat, Oman, moderierte er eine Podiumsdiskussion zum Thema story telling.

## Gayle McKinney Griffith
Gayle McKinney Griffith wurde in Harlem, New York, geboren. Bereits im Alter von drei Jahren nahm sie an einem Tanzprogramm in der Carnegie Hall teil, später erhielt sie eine Ausbildung an der Froman Ballet School, New London, Connecticut. Schon als Kind verfolgte sie das Ziel, klassische Balletttänzerin zu werden. McKinney studierte an der Juilliard School und dem Connecticut College, trotzdem wurde ihr der Zugang zum klassischen Ballett aufgrund ihrer Hautfarbe verwehrt. 1968 wurde sie Mitglied des Dance Theatre of Harlem (DTH), in seiner Gründungsphase (1969) unter der Leitung von Arthur Mitchell und Karel Shook. Das DTH war die erste klassische Ballett-Compagnie mit ausschließlich schwarzen Tänzerinnen und Tänzern.
Nach drei Jahren übernahm McKinney dort die Rolle der Ballettmeisterin. Sowohl in dieser Funktion als auch als Solotänzerin blieb sie beim DTH insgesamt rund zehn Jahre.
1979 wirkte sie in dem Musical Show Boat am Theater des Westens in Berlin mit und lernte dort ihren späteren Ehemann Donald Muldrow Griffith kennen. Das Paar hat zwei gemeinsame Kinder, Donald Muldrow McKinney Griffith II und Khadija Tarjan McKinney Griffith.
Gayle McKinney Griffith ist Mitbegründerin und bis 2007 Co-Leiterin des Fountainhead Tanz Théâtre, des Black International Cinema Berlin, des The Collegium - Forum & Television Program Berlin und des übergeordneten Vereins Cultural Zephyr e. V. in Berlin. Von 1992 bis 1995 entwickelte und leitete sie als Professorin gemeinsam mit ihrem Ehemann einen Fachbereich für Tanztheater an der Indiana University South Bend, USA.
McKinney Griffith unterrichtet klassisches Ballett, Jazz- und Modern Dance sowie Pilates - basiertes Body Placement an der Tanzschule The Dance Extension, New London, Connecticut.

## Projekte

### Fountainhead Tanz Théâtre
Fountainhead Tanz Théâtre ist eine Vereinigung internationaler und interkultureller Künstlerinnen und Künstler in Berlin. Ihr übergeordnetes Ziel ist es, das Bewusstsein für das Potential konstruktiver Beziehungen zwischen Mehrheiten und Minderheiten, ungeachtet der Nationalitäten, der ethnischen Zugehörigkeiten und der kulturellen und sozioökonomischen Hintergründe, zu schärfen, Dialoge zu initiieren und damit einen Beitrag zur Integration von Gesellschaften zu leisten. Die Organisation stellt sich gegen alle Formen der Diskriminierung und setzt sich ein gegen Gewalt und Verfolgung aufgrund religiöser, ethnischer und geschlechtlicher Identität, gegen Kindes- und Jugendmissbrauch, Homophobie und Rassenhass.
Fountainhead Tanz Théâtre verfolgt einen interdisziplinären künstlerischen Ansatz, Tanz, Theater und Musik wird mit Bildender Kunst, Literatur, Psychologie und Film in Beziehung gesetzt. Neben eigenen künstlerischen Projekten entwickelte das Ensemble ein alternatives Trainingsprogramm, das jungen und älteren Künstlerinnen und Künstlern mit unterschiedlichem kulturellem Hintergrund die Möglichkeit bot, Tanztechniken zu erlernen und Bühnenerfahrung zu sammeln. Auch die wirtschaftliche Seite der Tätigkeit eines Darstellenden Künstlers wurde vermittelt. In den frühen 80er Jahren beobachteten die Mitglieder des Ensembles, dass es in Westberlin, im Gegensatz zu New York, kaum dezentrale Orte und Anlässe für Tanztheateraufführungen gab und damit auch wenig Anreize, Professionalität in den neuen Tanz- und Theatertechniken zu erreichen. Hier sahen sie sich mit einer dreifachen Aufgabe konfrontiert: Die Verbreitung neuer Formen des Tanztheaters in Deutschland, die Öffnung dieser Kunstform zu einer unmittelbaren persönlichen Bewegungssprache mit der Möglichkeit in einen künstlerischen und gesellschaftlichen Dialog zu treten und gleichzeitig das Festhalten an Professionalität.
Seit den frühen 1980er Jahren legte Griffith den Projekten des Fountainhead Tanz Théâtre ein Konzept der internationalen interkulturellen Diplomatie mit den Mitteln der Kunst zugrunde. Unter dem Titel A Complexion Change (Erscheinungsbild im Wandel) setzt sich die Vereinigung mit den weltweiten Migrationsbewegungen und deren gegenwärtigen und zukünftigen Auswirkungen in Berlin, Deutschland, Europa und anderen Teilen der Welt auseinander. Mit dem jährlichen Black International Cinema Berlin und THE COLLEGIUM - Forum & Television Program Berlin nutzt sie dabei zunehmend Film- und Fernsehressourcen.
Die Schwestern Angela und Marion Kramer tragen als Koordinatorinnen in organisatorischen und technischen Bereichen die Aktivitäten des Fountainhead Tanz Théâtre mit. Auch als Tänzerinnen und Schauspielerinnen waren sie an Produktionen beteiligt. Angela Kramer nahm 1986 an DER ETAGE - Schule für die darstellenden und bildenden Künste e. V. Jazz Dance Unterricht bei Donald Griffith und arbeitet seit 1988 mit Fountainhead Tanz Théâtre. Marion Kramer ist seit 1992 dabei, anfangs als Mitglied der Tanzcompagnie Space & Times.
Inszenierungen und Projekte (Auswahl)
- 1980 Fountainhead meets Mombasa Tempodrom, Berlin, ein gemeinsamer Auftritt mit der fünfköpfigen Jazzband Mombasa um den Posaunisten Lou Blackburn und den Schlagzeuger Tom Nicholas[22]
- 1981 Internationale Jazzdance-Woche in Vaduz, Liechtenstein[23]
- 1986 Black Cultural Festival Berlin[24]
- 1987 Aus dem Unterrichtskontext entwickelten Gayle und Donald Griffith die Tanzcompagnie Space & Times. Ihre Mitglieder waren zwischen 15 und 22 Jahren alt, besaßen einen unterschiedlichen Ausbildungsgrad und kamen aus verschiedenen Kulturen und sozioökonomischen Situationen. Bis 1992 trat die Gruppe bei Veranstaltungen des Fountainhead Tanz Théâtre auf und begleitete seine Workshops in Italien und Dänemark.[25]
- 1988 Inszenierung des Dramas For Colored Girls Who Have Considered Suicide When the Rainbow Is Enuf von Ntozake Shange im Amerika-Haus (Berlin), Choreografie und Regie Donald M. Griffith[26]
- 1989 Crossroads Tanzveranstaltung im Hebbel-Theater, Berlin mit Nana Shineflug und der Chicago Moving Company und anderen. Griffith und McKinney Griffith wurden für diese Co-Produktion vom Bürgermeister Chicagos als „Honorary Citizens“ der Stadt Chicago erklärt.[27]
- 1994 Teilnahme an X 94 - junge kunst + kultur, Akademie der Künste, Berlin[28]
- 1997 Beteiligung am Black History Month, Berlin mit einem Portrait des Bürgerrechtlers Paul Robeson: Paul Robeson - Portrait Of A Giant.[29]
- 2009–2018  mehrfache Teilnahme an CrossKultur, Berlin-Schöneberg[30][31]
- 2017  Donald Muldrow Griffith und Fountainhead Tanz Théâtre auf der Plattform Humanities, Arts and Society der Organisationen Mémoire de l’Avenir (MDA), UNESCO-MOST, le Conseil International de la Philosophie et des Sciences Humaines (CIPSH).[32]

Filme (Auswahl)
- 1988 A Man Without Limits, Dokumentarfilm über das Black Cultural Festival in Berlin 1986, Regie: Ntongela Masilela Polen/Deutschland[33]
- 1994 Black People, Black Berlin Dokumentarfilm: Interviews mit Angehörigen der Berliner Afrikanischen Diaspora vor dem Fall der Berliner Mauer: Schwarze Deutsche, Schwarze Amerikaner und Schwarze Afrikaner, so zum Beispiel Mahoma Mwaungulu / Malawi und May Opitz Ayim / Deutschland; Regie und Interviewpartner: Donald Muldrow Griffith, Deutschland[34][35]
- 2005 My Home Town / Berlin Germany A City Documentary, Dokumentarfilm, Regie: Donald Muldrow Griffith, Deutschland[36]

Die Dokumente von Fountainhead Tanz Théâtre, Black International Cinema Berlin, THE COLLEGIUM - Forum & Television Program Berlin und „Footprints in the Sand? ExhibitionBerlin (1980–2019)“ sind in der Bibliothek der Deutschen Kinemathek – Museum für Film und Fernsehen, Berlin/Deutschland, archiviert.

### Black International Cinema Berlin
Das Filmfestival Black International Cinema Berlin ist das größte Projekt des Fountainhead Tanz Théâtre und findet seit 1986 jährlich als mehrtägige Veranstaltung in Berlin statt. Ausgewählt werden Filme aller Genres. Sein Schwerpunkt liegt bei Werken aus der Afrikanischen Diaspora und Beiträgen, die sich mit interkulturellen Themen befassen. Es gibt keine Beschränkungen in Hinblick auf kulturelle Hintergründe und Perspektiven, Nationalität oder ethnische oder religiöse Zugehörigkeit. Eingerahmt wird das Programm durch Filmgespräche, Diskussionen, Performances, Lesungen und Seminare.
Unterstützung und Veranstaltungsorte fand das Festival im Arsenal, Freunde der Deutschen Kinemathek e. V., in den Berliner Programmkinos, zum Beispiel der Filmbühne am Steinplatz, der Filmkunst 66, dem Moviemento und anderen Berliner Veranstaltungsorten und Institutionen, unter anderem dem Haus der Kulturen der Welt, der Werkstatt der Kulturen, Berlin und der Humboldt-Universität zu Berlin, außerdem im Rathaus Schöneberg und dem Haus der Demokratie und Menschenrechte, Prenzlauer Berg.
Das Festival erregte in Deutschland und Europa Interesse und wirkte zurück in die USA. Viele Programme des Black International Cinema Berlin wurden auch in anderen Deutschen und Europäischen Städten gezeigt, so zum Beispiel in Potsdam, Cottbus, Düsseldorf, München und Ljubljana. Auch in den Vereinigten Staaten war das Festival zu Gast, unter anderem an der Indiana Universität South Bend, Chicago und New York.
Es stieß aber auch auf rassistische Vorurteile. Ein Vorfall sticht heraus: Ein Artikel mit der Überschrift: „Zivilisiert“ Sind Schlaumeier aus Schwarzmannsland bessere Menschen? – Das Black International Cinema Berlin im Arsenal, der am 2. Feb 1989 in der taz erschien. Der Autor wollte die „Bürgerlichkeit“ des Festivals kritisieren und fand seine Vorstellung von „Black Culture“ dort nicht wieder. In seinem Text zog er in einer verachtenden rassistischen Sprache nicht nur über die Festivalmacher her, sondern auch über populäre schwarze Künstler der Zeit. Darüber hinaus sprach er der schwarzen Kultur Intellektualität und Akademische Qualität grundsätzlich ab. Der Artikel ist im taz-Archiv nicht zugänglich, aber in den Reaktionen, die dort nach zu lesen sind, werden Formulierungen zitiert. Vertreter der Initiative Schwarze Menschen in Deutschland (ISD) e. V. stellten die Verantwortlichen in einer Redaktionssitzung der Zeitung zur Rede. Später veröffentlichten sie eine Stellungnahme in der taz mit dem Titel: ANSPRUCH & WIRKLICHKEIT!? Weiße Experten in schwarzer Kultur - zu Rassismen in der taz. Die taz und der Autor selbst reagierten mit Entschuldigungen und dem Bruch mit dem freiberuflichen Autor. Der Vorfall zeigt auf ungewöhnlich extreme Weise den blinden Fleck vieler weißer Deutscher, die sich selbst politisch links und antifaschistisch einordnen, in Bezug auf ihr eigenes rassistisches Verhalten.
Festivals (Auswahl)
- 1986 I: 3.–23. März Berlin HAU (Hebbel am Ufer) u. a. Das erste Filmfestival im Rahmen des Black Cultural Festivals,[24]
- 1989 IV: 1.–5. Februar, Arsenal, Berlin; 12.–21. Oktober im Billie Holiday Theatre in Brooklyn, NYC
- 1993 VIII: 17.–21. März an der Indiana University South Bend, USA; 27. Mai-9. Juni Sputnik-Kino Wedding, Berlin[39]
- 2001 XVI: 3.–6. Mai in Berlin, 13. Mai in Cottbus, 25.–27. Mai in Düsseldorf, 5.–10. Juni in München[42]
- 2004 XIX: 6.–9. Mai im Klick Filmtheater (Berlin-Charlottenburg) und 13.–17. Mai im Nickelodeon (Berlin-Mitte)[43]
- 2006 XXI: 22.–24. April an der University of Missouri St. Louis, St. Louis Art Museum, 4.–10. Mai Filmkunst 66 Berlin[44]
- 2008 XXIII: Diverse & Together, Berlin/Warschau, 8.–12. Mai im Movimento, Berlin[45]
- 2011 XXVI: Teilnahme am Programm des International Year for People of African Descent, 4.–8. Mai, Rathaus Schöneberg, Berlin[46]
- 2015 XXX: 30 Times after Time - Visuals to improve Reality, 4.–9. Mai, Humboldt-Universität zu Berlin[47]
- 2019 XXXIV: Descending before Ascending, 9.–12. Mai, Rathaus Schöneberg[48]

In den Jahren 2020 und 2021 wurden die 35. und 36. Ausgabe des Festivals aufgrund der Covid-19-Pandemie als Livestream und im Fernsehen bei ALEX Offener Kanal Berlin ausgestrahlt. Die Festivals 2019 und 2020 fanden unter der Schirmherrschaft der Deutschen UNESCO-Kommission statt.
Die fünf Anthologien (1989, 1991, 1992, 1993–97, 1998–99) zum Black International Cinema Festival Berlin sind in den Sprachen Englisch, Deutsch und Französisch veröffentlicht worden. Die Beiträge wurden von Filmemachern, Filmkritikern, Historikern, Naturwissenschaftlern, Fotografen, bildenden Künstlern, Poeten, Soziologen, Psychologen und anderen Autorinnen und Autoren aus Afrika, Nordamerika, der Karibik, Asien und Europa verfasst. Die Publikationen sind in akademischen Institutionen, Botschaften, Bibliotheken, politischen und kulturellen Organisationen archiviert und können weltweit ausgeliehen werden.
Die Inhalte gehen über filmische Themen hinaus. Die Ausgabe von 1999 zum XIV. Black International Cinema Berlin enthält zum Beispiel die Allgemeine Erklärung der Menschenpflichten und bisher unveröffentlichte Dokumente aus den Archiven der Humboldt-Universität zu Berlin von Paul Bustill Robeson, Mildred Harnack-Fish und W.E.B. Du Bois.
Weitere Beiträge stammen von Oscar Brown Jr., Dr. Abdul Alkalimat, Hans Arnold, Ricky Reiser, Oliver Wendell „Ollie“ Harrington, Wanjiru Kinyanjui, Ian Lloyd-Graham, Dr. Beverly Greene, Dr. Amadou Scattred Janneh, Elena Featherston, Darletta Domingo geb. Griffith, Ulli Steltzer, Dr. Ntongela Masilela, Dr. Dé Bryant und Dr. Jennifer Hanis-Martin und anderen.
Zwischen Fountainhead Tanz Théâtre Distribution und dem Arsenal – Institut für Film und Videokunst e. V. gab es von 2004 bis 2005 eine Vereinbarung hinsichtlich des Verleihs ausgesuchter Filme, die auf dem Black International Cinema Berlin (2004 und 2005) gezeigt wurden.
Awards: Seit 1991 vergibt die Festival Jury Awards in den Kategorien:
- Best film/video by a Black filmmaker
- Best film/video on matters relating to the Black Experience/Marginalized People
- Best film/video by a German filmmaker or a filmmaker residing in Germany
- Best children’s film/video
- Best film/video in the Fine Arts Discipline
- Best film/video documentary production
- Best film/video narrative production

Preisträger (Auswahl): Gloria Eva Adotevi, Joshua Bee Alafia, Max Annas, Shwan Attoof Baba, Sean Baker, Christa Biedermann, Marc-Andreas Bochert, St. Clair Bourne, Jayne Cortez, Tsitsi Dangarembga, Sarah Diehl, Marc Evans, Sergio Giral, William Greaves, Deborah Hoffmann, Li-Li Hsu, Jörg Jeshel, Marthe Djilo Kamga, Wanjiru Kinyanjui, Vivian Kleiman, Brigitte Kramer, Sandra Kulbach, Bob Law, Carol Leigh, LIUBA, Said Manafi, Kwabena Eddie Mankata, Toshifumi Matsushita, Davis O. Nejo, Cesar Paes, Dorothee Plass, Claudine Pommier, Marlon Riggs, Seokhan Ryu, Ralf Schmerberg, Kanwal Sethi, Hito Steyerl, Warwick Thornton, Matthias Tschiedel, Ubaka Joseph Ugochukwu, Bertram Verhaag, Sohail Qamar, Sade Oyinade, Sergio R. Zaurin

### THE COLLEGIUM - Forum & Television Program Berlin
THE COLLEGIUM - Forum & Television Program Berlin startete am 14. Mai 1995 als offenes Forum für interkulturelle Themen mit einem einstündigen Fernsehmagazin. Seit November 1995 wird die Fernsehsendung monatlich unter der Regie und Moderation von Prof. Donald Muldrow Griffith im ALEX Offener Kanal Berlin produziert und viermal die Woche ausgestrahlt. Sie befasst sich in Filmen, Interviews und künstlerischen Beiträgen mit Themen aus unterschiedlichen Bereichen der Gesellschaft, darunter Kunst, Kultur, Politik und Soziales.
THE COLLEGIUM versteht sich als Metapher für die kulturelle Vielfalt der Gesellschaften in Berlin, Europa und weltweit. Es will den interkulturellen Dialog fördern und bietet Personen mit unterschiedlichem nationalen, kulturellen, ethnischen, religiösen und sozioökonomischen Hintergrund die Möglichkeit, ihre Sichtweisen einem interessierten Publikum vorzustellen.
Außer in Berlin wird das Fernsehmagazin in den Offenen Kanälen Magdeburg, Dessau und Wolfsburg sowie in den lokalen Sendern von Open Signal: Portland Community Media Center in Portland (Oregon), USA, ausgestrahlt. Es wird ebenfalls via Live-Stream auf den Internetseiten der Sender übertragen und kann auf einem YouTube-Kanal eingesehen werden.
Sondersendungen (Auswahl)
- 2007/8 A Complexion Change: Interkultureller Dialog in einer Migrationsgesellschaft, eine Beziehung Europas zur Welt im Anbruch des 21. Jahrhunderts. Die Sendung wurde in drei Ausgaben in Englischer, Deutscher und Polnischer, die 2. Ausgabe auch in Französischer und Arabischer Sprache im Fernsehen und im Internet übertragen. Gäste waren u. a. Günter Piening, Integrationsbeauftragter des Senats von Berlin, und Anna Grudzinska, Direktorin der Stiftung Forum für soziale Vielfalt (Fundacja Forum na Rzecz Różnorodności Społecznej)/Polen.
- 2009 Die Amtseinführung Barack Hussein Obamas im Januar 2009, eine begleitende vierstündige Fernseh-, Internet- und Radioproduktion, die im Mai zweimal wiederholt wurde.[53]
- 2010 A COMPLEXION CHANGE - Slices of Life/Personal Vignettes, zwei Sonderausgaben mit der Young People’s Artist Group der John-F.-Kennedy-Schule, Berlin, und Gastkünstlern, u. a. Mike Russell, Fuasi Abdul-Khaliq und Jumaa Alexander, die über ihre persönlichen Erfahrungen an verschiedenen Orten der Welt sprachen.
- 2013 A Portrait of Roswitha Günther (Premiere: XXVIII. Black International Cinema Berlin 2013), ein 80-minütiges Filmporträt über Roswitha Günther, Gründerin und über 20 Jahre lang Leiterin von Pfeiffers Ballhaus, eine Sendung im ALEX Offener Kanal Berlin.[54]

### Footprints in the Sand? ExhibitionBerlin
Die Ausstellung, die von Prof. Donald Muldrow Griffith kuratiert wird, ist seit dem Jahr 2000 ein fester Bestandteil des Black International Cinema Berlin. Sie integriert unterschiedliche visuelle Ausdrucksformen, von der Fotografie über die Malerei, Zeichnung und Skulptur bis hin zu Grafiken, Plakaten, Texten und Collagen. Ihre inhaltliche Zielsetzung ist die Dokumentation und Spurensicherung von Projekten und Personen, die sich um den Interkulturellen Dialog verdient gemacht haben. Unter anderem dokumentiert sie auch die Geschichte des Fountainhead Tanz Théâtre.

## Förderer und Partner
(Auswahl)
- Arsenal – Institut für Film und Videokunst e. V. (vorher Freunde der Deutschen Kinemathek e. V.)[55]
- Botschaft der Vereinigten Staaten in Berlin[56]
- Senatsverwaltung für Kultur und Europa
- Die Integrationsbeauftragte des Bezirks Tempelhof-Schöneberg, Berlin
- Humboldt-Universität zu Berlin[57]
- Checkpoint Charlie Stiftung
- UNITED for Intercultural Action
- Tulip Photo[58]
- MEDIAWAVE Festival, Ungarn[59]
- African Women in Europe[60]
- Brot für die Welt
- Umverteilen! Stiftung für eine, solidarische Welt

## Auszeichnungen
(Auswahl)
- 1989 Special Judge’s Award for Choreography and Music der U.S.-Army Europe an Donald Muldrow Griffith für die Inszenierung von For Colored Girls Who Have Considered Suicide When The Rainbow Is Enuf
- 2010 Status Associated Projects to the UNESCO Slave Route Project für Fountainhead Tanz Théâtre / Black International Cinema Berlin[61]
- 2014 Integrationspreis des Bezirks Tempelhof-Schöneberg, Berlin[62]
- 2014 Nominierung der Produktion Happy Berlin, THE COLLEGIUM - Forum & Television Program Berlin, für den Alternativen Medienpreis 2015.[63]
- 2016 Preis des Beirats des Bündnisses für Demokratie und Toleranz Aktiv für Demokratie und Toleranz 2016 für THE COLLEGIUM - Forum & Television Program Berlin[64]
- 2015–2023 EFFE Labels 2015–2016, 2017–2018, 2019–2021, 2022–2023 und Special EFFE Label - Badge of Invention 2021 der EFFE International Jury (Europe for Festivals/Festivals for Europe)[65]

## Publikationen
(Auswahl)
- 1982  Artikel im Internationalen Tanzreport, Hrsg. Internationale Tanzwerkstatt Bonn und die Deutsche UNESCO-Kommission: 7 Aspekte der Tänzerausbildung - Materialien zur Tanzszene der Gegenwart, Donald M. Griffith und Gayle McKinney,[21]

## Bibliographie
(Auswahl)
- Migrants or Expatriates?: Americans in Europe, Amanda Klekowski von Koppenfels, ISBN 978-0-230-29696-1, S. 122
- Germans and African Americans: Two Centuries of Exchange, Hrsg. Larry A. Greene, Anke Ortlepp, ISBN 978-1-60473-784-4, S. 195
- Curating Africa in the Age of Film Festivals, Lindiwe Dovey, ISBN 978-1-137-40413-8, Appendix 4: Black Film Festivals

## Zeitungsartikel und Interviews
(Auswahl)
- 1982 Drei Show-Stars in Berlin. In: Voilà, via fountainhead-tanz-theatre.de; Interview mit Gayle Mckinney, Donald Griffith und Marc Headley
- 1992 Griffiths to help IUSB leap into dance program. (PDF; 2,4 MB) In: South Bend Tribune, via fountainhead-tanz-theatre.de
- 2001 – Tina Heidborn: 16. Black International Cinema: Schwarz sehen, schwarz leben. In: Tagesspiegel. 2. Mai 2001 (Online).
- 2002 – Susanne Bug: Die Perlen von Prof. Muldrow Griffith. In: taz
- 2004 – Tobias Nagl: TAZ: Kolonien des Kinos. In: taz
- 2008 – Chiu Chin: Great accomplishments by a multi-talented artist regarding international exchange – Prof. Donald Muldrow Griffith. (PDF; 0,2 MB) PAR Performing Arts Review, Taiwan, Nov 08, Nr. 191.
- 2010 – Olive Vassell: Fountainhead Tanz Theatre: On a mission of cultural unity. euromight.com
- 2016 The Color of Change in Berlin and Beyond. This Can’t Be Happening!  Interview mit Prof. Donald Muldrow Griffith von Linn Washington.
- 2017 Filmfest: Black International Cinema in Berlin. LoNam.